# مملكة إيبيريا

إبيريا هو الاسم الذي أطلقه الإغريق والرومان للدلالة على مملكة كارتلي الجورجية (بين القرن الرابع قبل الميلاد إلى الخامس الميلادي) التي حكمت شرق وجنوب شرق جمهورية جورجيا الحالية. تستخدم عبارة أيبيريا القوقازية للتمييز بينها وبين شبه الجزيرة الإيبيرية.

## التاريخ

### التاريخ المُبكر
في العصور الأولى ما قبل الحقبة الجورجية، تميزت منطقة إيبيريا القوقازية بتجمعات سكانية من العديد من القبائل ذات الصلة بحضارة كورا-أراكسيس والتي تسمى بشكل عام مملكة إيبيريا (أو مملكة إيبيريا الشرقية) كما هو وارد في الجغرافيا اليونانية الرومانية.
ومن المحتمل أن شعب موشكي، الذي ورد ذكرهم ضمن العديد من كتب وأبحاث المؤرخين الكلاسيكيين، إلى جانب ذريتهم المحتملين، «الساسبيرز» (الذين ذكرهم المؤرخ الإغريقي هيرودوت)، قد لعبوا دورًا حاسمًا في توطيد القبائل التي تسكن تلك المنطقة. وقد تحرك شعب الموشكي ببطء وهم متجهين نحو الشمال الشرقي من أجل أن يشكلوا مستوطنات خاصة بهم أثناء سفرهم وترحالهم. من بين هذه المستوطنات كانت محمية المدينة ومتحف متسخيتا، والتي تعد عاصمة مملكة إيبيريا في المستقبل. في وقت لاحق، حكم قبيلة متسخيتا أمير يُعرف على الصعيد المحلي باسم ماماساخليسي (وهو ما معناه «والد الأسرة» في اللغة الجورجية).
تُعتبر المصادر المكتوبة عن الفترات المبكرة من تاريخ مملكة إيبيريا هي في الغالب تواريخ جورجية من العصور الوسطى، والتي تفسرها الكتب الحديثة على أنها سرد شبه أسطوري. من بين هذه الأحداث التاريخية، يقول موكتسيفي كارتلزاي (في ملخص كارتلي) إن حاكمًا يُدعى آزو وشعبه قد أتوا من مدينة أريان كارتلي – وهو الموطن الأولي للبروتو إيبيريا، والتي كانت تحت حكم الإمبراطورية الأخمينية حتى سقوط الإمبراطورية الفارسية ـ استقر الحاكم وشعبه في هذه المنطقة التي كان من المقرر أن يتم فيها تأسيس محمية المدينة ومتحف متسخيتا. من الأحداث التاريخية الأخرى أيضُا من العصر الجورجي، يدعي كارتليس تسخوفيربا (تاريخ كارتلي) أن آزو كان ضابطًا لدى الإسكندر الأكبر، والذي قام بذبح عائلة حاكمة محلية واحتلال المنطقة، إلى أن هُزِم في نهاية القرن الرابع قبل الميلاد على يد الأمير فارنافاز، الذي كان في ذلك الوقت زعيمًا محليًا.
إن قصة غزو الإسكندر الأكبر لكارتلي، رغم أنها كانت أسطورية، تعكس تأسيس نظام ملكي جورجي في الفترة الهلنستية ورغبات المؤرخي الجورجيين فيما بعد في ربط هذا الحدث بفكرة الفاتح المحتفى به.

### فارنافاز الأول وأحفاده
بسبب انتصاراته العظيمة والمشرفة، أصبح فارنافاز الأول الملك الأول لمملكة إيبيريا (302-237 قبل الميلاد). وفقًا للتواريخ التاريخية الجورجية الأخيرة، فقد أخضع فارنافاز الأول المناطق المجاورة بعد أن عاد من الغزو، بما في ذلك جزء كبير من ولاية كولخا في غرب جورجيا (المعروفة محليًا باسم كولخيس)، ويبدو أنه حصل على الاعتراف بالدولة التي تأسست حديثًا من قِبَل السلوقيين في سوريا. يُقال أيضًا أن فرنافاز الأول قد بنى قلعة رئيسية، والتي تدعى قلعة أرمازي، وهي عبارة عن معبد للهِ أرمزي، وقد عمل أيضًا على إنشاء نظام جديد للإدارة والحكومة، إذ قسَّم البلاد إلى عدة مقاطعات تسمى إريستافي.
فيما بعد، تمكن خلفاؤه من السيطرة على الممرات الجبلية في القوقاز على مضيق نهر داريال (المعروف أيضًا باسم البوابات الإيبيرية) وهو الأكثر أهمية من بين هذه الممرات.
كانت الفترة التي أعقبت هذا الوقت من الازدهار فترة حرب متواصلة إذ اضطرت إيبيريا للدفاع عن نفسها ضد العديد من الغزوات داخل أراضيها. تمكنوا من إعادة ضم بعض الأجزاء الجنوبية من مملكة إيبيريا والتي كان قد تم غزوها من قِبَل مملكة أرمينيا (القديمة) في القرن الثاني قبل الميلاد إلى أرمينيا، وانفصلت أراضي الكولتشيان لتشكيل إمارات منفصلة (سابتكوي). في نهاية القرن الثاني قبل الميلاد، خُلع ملك فرنافازيد، فارناجون، عن عرشه من قِبَل رعاياه وولي العهد الذي مُنِحَ للأمير الأرميني آرتاكسياس ليعتلي عرش مملكة إيبيريا في عام 93 قبل الميلاد، وبالتالي تأسيس سلالة أرتاكسياد داخلها .

## أعلام
- بيتر الأيبيري